# Зисис Дуфляс
Зисис Дуфляс или Катарахияс, известен като Дзикас (на гръцки: Ζήσης Δούφλιας, Καταραχιάς, Τζήκας), е гръцки андартски деец от Западна Македония.

## Биография
Зисис Дуфляс е роден в костурското гръцко село Лошница, тогава в Османската империя, днес в Гърция. В Битоля е привлечен към комитета Македонска отбрана от Йон Драгумис. Назначен е за ръководител на комитета в родната му Лошница, който е изключително важен пункт за гръцките чети, тъй като е последното гръцко село на границата с българските костурски села. Дуфляс поддържа постоянен контакт с гръцкото консулство в Битоля. След личен спор убива в дома си андартския деец Стерьос Кундурас през юли 1908 година.
След Младотурската революция е принуден да бяга в Гърция. Връща се след присъединяването на Костурско към Гърция след Балканската война. Обявен е за агент от I ред.